# Музей килимів (Стамбул)
Музе́й килимі́в (тур. Vakıflar Halı Müzesi) — музей у місті Стамбул, спеціалізований на демонстрації і збереженні історичних килимів, переважно створених у провінціях Туреччини.

## Музей і його приміщення

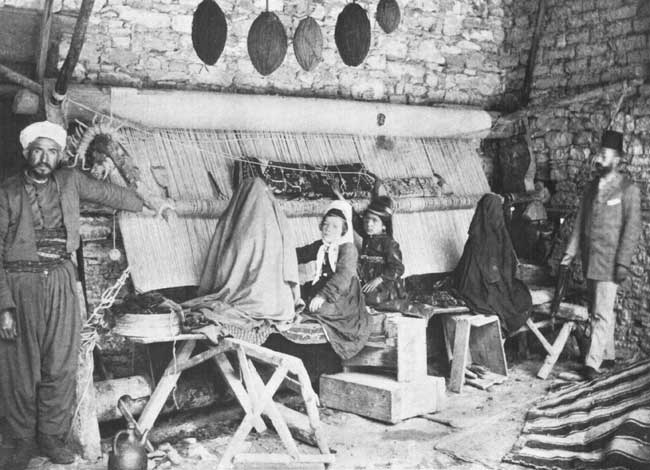
Турецька майстерня килимів, фото 1908 року.

Музей килимів Стамбула належить до нових закладів в місті. Він заснований 1979 року, незважаючи на історію килимарства в декілька тисячоліть, що почалася ще до виникнення християнства і мусульманства як таких.
Первісно музей розмістили в одному з павільйонів так званої Блакитної мечеті, тобто мечеті Султанахмет. Мечеть у Стамбулі була вибудована в період 1609–1617 років. Кожна велика мечеть мала благодійний заклад із суповою кухнею — імарет. Завданням закладу (імарету) було нагодувати бідноту міста, знедолених і бідних студентів. Імарет був вибудований на кошти султана Махмуда I в середині XVIII століття, але тоді був приналежністю мечеті Айя-Софія. Імарет як благодійний заклад проіснував тут до кінця XIX ст. Потім приміщення віддали під архів, а з 1920 року — розмістили склад.
На початку XXI ст. Музей килимів Стамбула розмістили в спорожнілому приміщенні імарета. Колекція зросла через придбання нових експонатів і виникла проблема музейного збереження і реставрації коштовних килимів, створення кліматконтролю, контролю за вологою, забезпечення безпеки як експонатів, так і відвідувачів музею. Реконструкція і музеєфікація споруди коштувала більше чотирьох з половиною мільйонів фунтів.
У період 2006–2007 рр. відбулась модернізація приміщення, створення кліматконтролю, придбання новітніх експозиційних вітрин з броньованим склом, створені електронні паролі на дрерях залів тощо. Була створена нова експозиція килимів, котру відкрили для відвідин лише в листопаді 2013 року.

## Експозиція

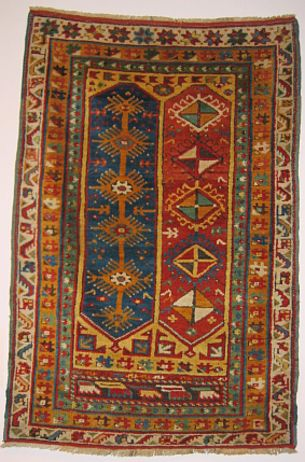
Килим з південної Анатолії 1875 р.

Загальна кількість експонатів перевищує вісім сотень (800) зразків. Експозиції розташовані в трьох музейних залах. Представлені декілька центрів килимарства суто Туреччини, серед котрих найстаріші килими Анатолії (так звані килими Бейликів). Це була низка феодальних володінь, де правили беї після сельджуцького захоплення Анатолії в другій половині XI ст. В експозиції представлені як килими періоду Бейиків, так і перших століть виникнення і розвитку Османської імперії. Для них відведена перша музейна зала.
Друга музейна зала репрезентує килими з Центральної і Східної Анатолії періоду Османської імперії, а також збірку молитовних килимків для мечеті.
Третя зала — килими з міста Ушак та молитовні килимки «саф» (saf).
Керівництво музею стверджує, що приблизно половина експонатів — це так звані натуральні історичні килими, музейна вартість котрих найвища.